# Antonaria testaceipes
Antonaria testaceipes is een keversoort uit de familie halstandhaantjes (Megalopodidae). De wetenschappelijke naam van de soort werd in 1930 gepubliceerd door Maurice Pic.